# Acaray

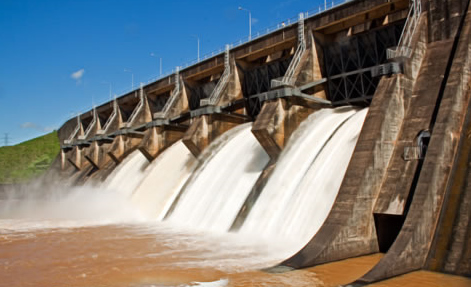
Staudamm Acaray

Acaray ist ein Wasserkraftwerk am Río Acaray im Departamento Alto Paraná nahe der Stadt Hernandarias in Paraguay. Der offizielle Name ist Represa Acaray. Es wurde nach einer Bauzeit von 3½ Jahren am 16. Dezember 1968 eröffnet. Die Kosten beliefen sich auf rund 36.344.000 US-Dollar. Das Kraftwerk leitet das Wasser des Río Acaray in den Río Paraná um und nutzt dabei den Höhenunterschied von 56 m zwischen beiden Flüssen aus. Durch die Staumauer wird die Differenz auf 91 m erhöht. Die Staumauer hat eine Höhe von 190 m und eine Länge von 381 m. Die Leistung der vier Turbinen beträgt 210 MW. Das Kraftwerk soll modernisiert und seine Kapazität erhöht werden.  Dafür beantragte die Regierung Paraguays bei der Interamerikanischen Entwicklungsbank im September 2018 ein Darlehen in Höhe von 110 Millionen US-Dollar.